# NGC 2788
NGC 2788 é uma galáxia espiral (Sab) localizada na direcção da constelação de Carina. Possui uma declinação de -67° 55' 57" e uma ascensão recta de 9 horas, 09 minutos e 03,3 segundos.
A galáxia NGC 2788 foi descoberta em 29 de Janeiro de 1835 por John Herschel.